# Antenórides
Los Antenórides o Antenores (Griego antiguo: Αντηνορίδες) en la mitología griega, son los hijos de los troyanos Antenor y Téano. Homero enumera 11 Antenórides: el primogénito fue Conas, seguido de Arquéloco, Acamas, Polibo, Agenor, Elicaón, Ifídamas, Demoleón, Leomedón y Pideo (o Pideos). Los escritores posteriores agregan siete hijos más y una hija, Crino.
Varios mitos describen el destino de los Antenórides, diferentes según el lugar en el que se refugiaron tras la caída de Troya. La leyenda original dice que fueron con la bella Helena a Cirene, donde se establecieron y recibieron honores heroicos. De hecho, una de las colinas de Cirene fue nombrada en su honor "Colina de Antenórides". Según otra tradición, los Antenórides fueron a Tracia o Iliria y de allí a la actual Venecia, de donde expulsaron a los Eugenios, antiguo pueblo itálico, y fundaron un poco más tarde la ciudad de Patavio, la actual Padua. Algunos Antenórides llegaron a la península ibérica, donde fundaron la ciudad de Okella.
Sin embargo, tradiciones más recientes afirman que permanecieron en Troya y fundaron un nuevo estado, pero fueron perseguidos por Eneas.